# Station Malbork Kałdowo Wąskotorowy
Station Malbork Kałdowo Wąskotorowy is een spoorwegstation in de Poolse plaats Malbork.